# Trentino-Tirolul de Sud
Trentino-Tirolul de Sud (italiană: Trentino-Alto Adige, germană: Trentino-Südtirol) este una din cele 5 regiuni cu statut autonom din Italia. Are capitala în orașul Trento. Numele compus reflectă cele 2 provincii componente ale sale.
Regiunea este subdivizată în două provincii:
- în partea de sud a regiunii se află Provincia Autonomă Trento (italiană: Provincia Autonoma di Trento, Trentino; germană: Trentino)
- în partea de nord, la granița cu Austria, Provincia Autonomă Bolzano, denumită în română și Tirolul de Sud (italiană: Provincia Autonoma di Bolzano, Alto Adige, Sudtirolo; germană:Südtirol).

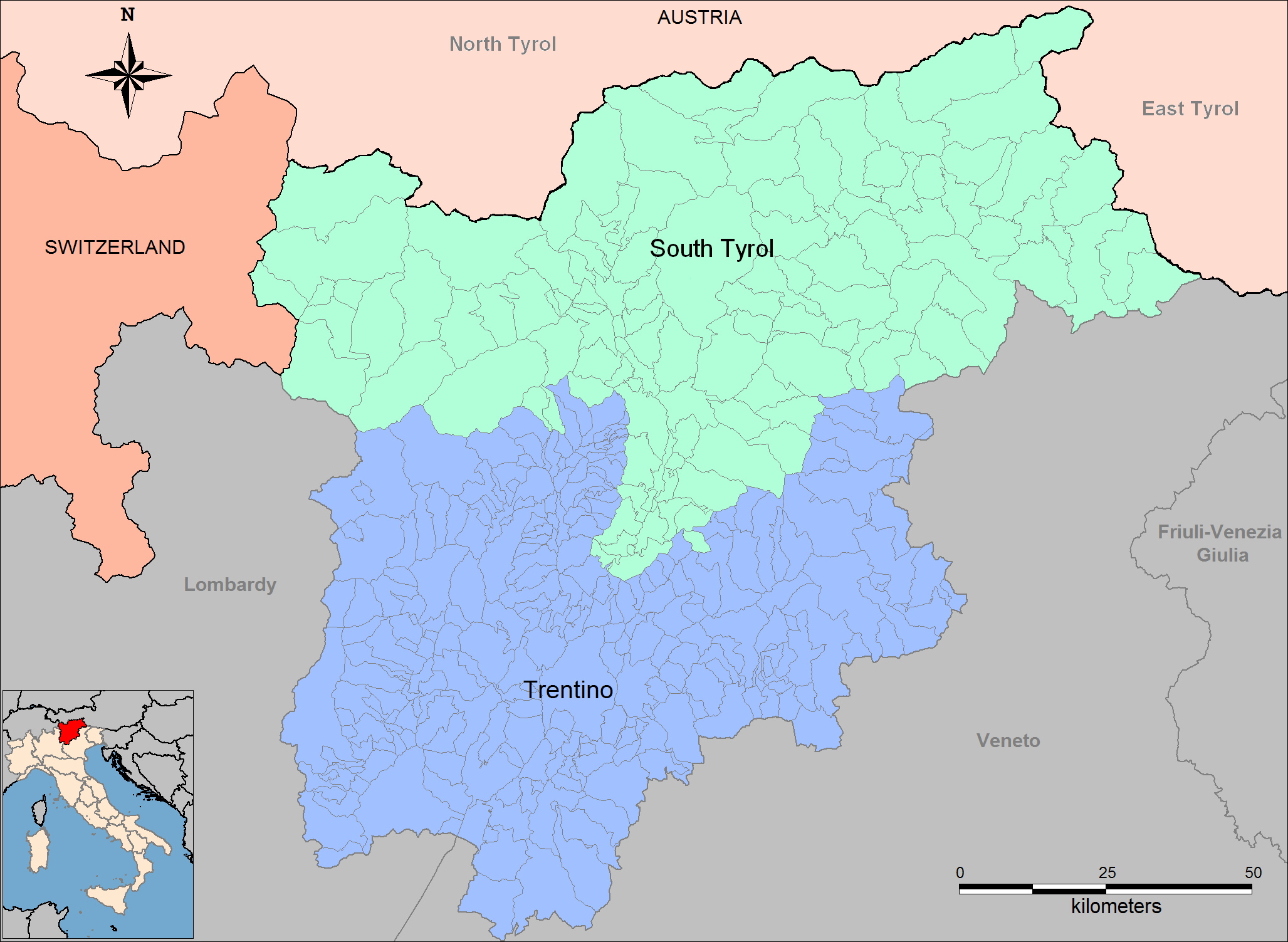
Provinciile regiunii

## Geografie
Regiunea se învecinează la nord și nord-est cu Austria, la nord-vest cu Elveția, la vest cu Lombardia și la sud și est cu Veneto. Elementul definitoriu al peisajul este lanțul muntos al Alpilor, în special al munților Dolomiți. Vârful cel mai înalt este Ortler cu o înălțime de 3.905 metri. Cel mai important râu este Etsch (italiană Adige, de unde vine și denumirea italiană a Tirolului de Sud: Alto Adige = zona înaltă a lui Adige).